# Fleringen (Overijssel)
Fleringen is een dorp in de Nederlandse gemeente Tubbergen (provincie Overijssel). Het dorp is gelegen tussen Albergen en Weerselo en telde op 1 januari 2023 890 inwoners. In Fleringen staat een rooms-katholieke kerk en een havezate, de Herinckhave. Nabij het dorp staat de Gröbbemolen of Fleringer molen. Nabij het dorp is op de Fleringer Es een kroezeboom te vinden.

## Afbeeldingen

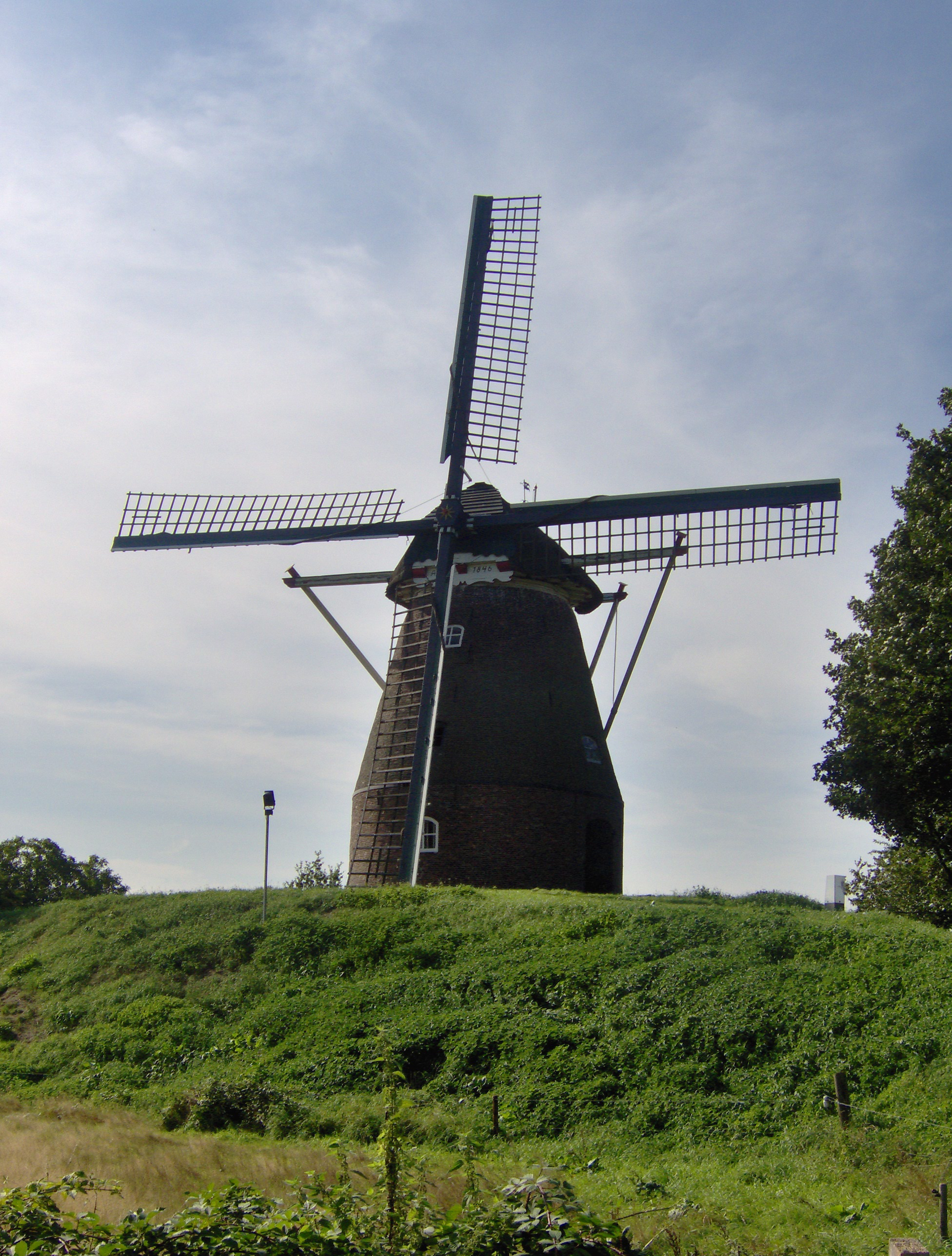
De Gröbbemolen, een korenmolen uit 1846
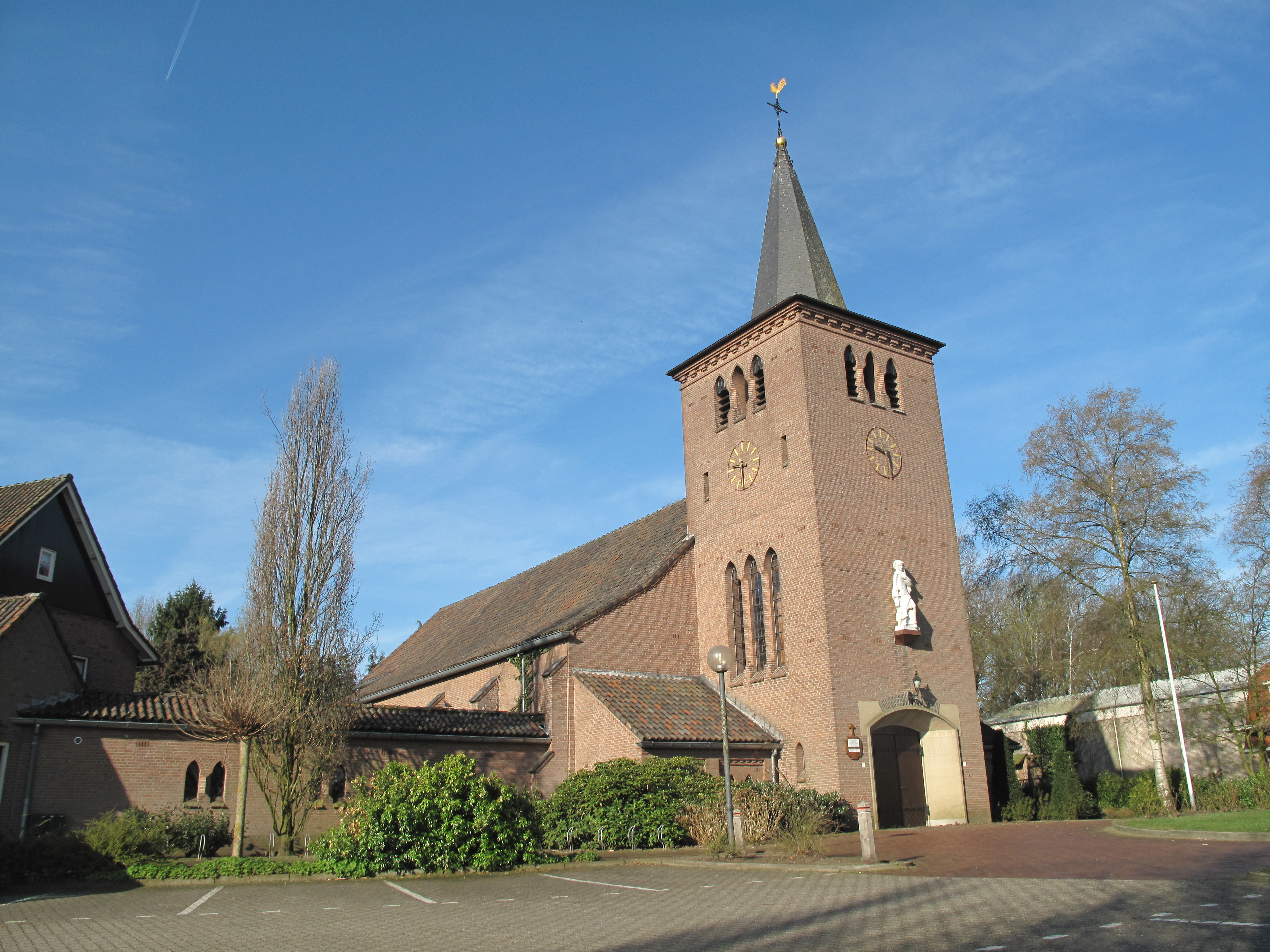
De rooms-katholieke kerk
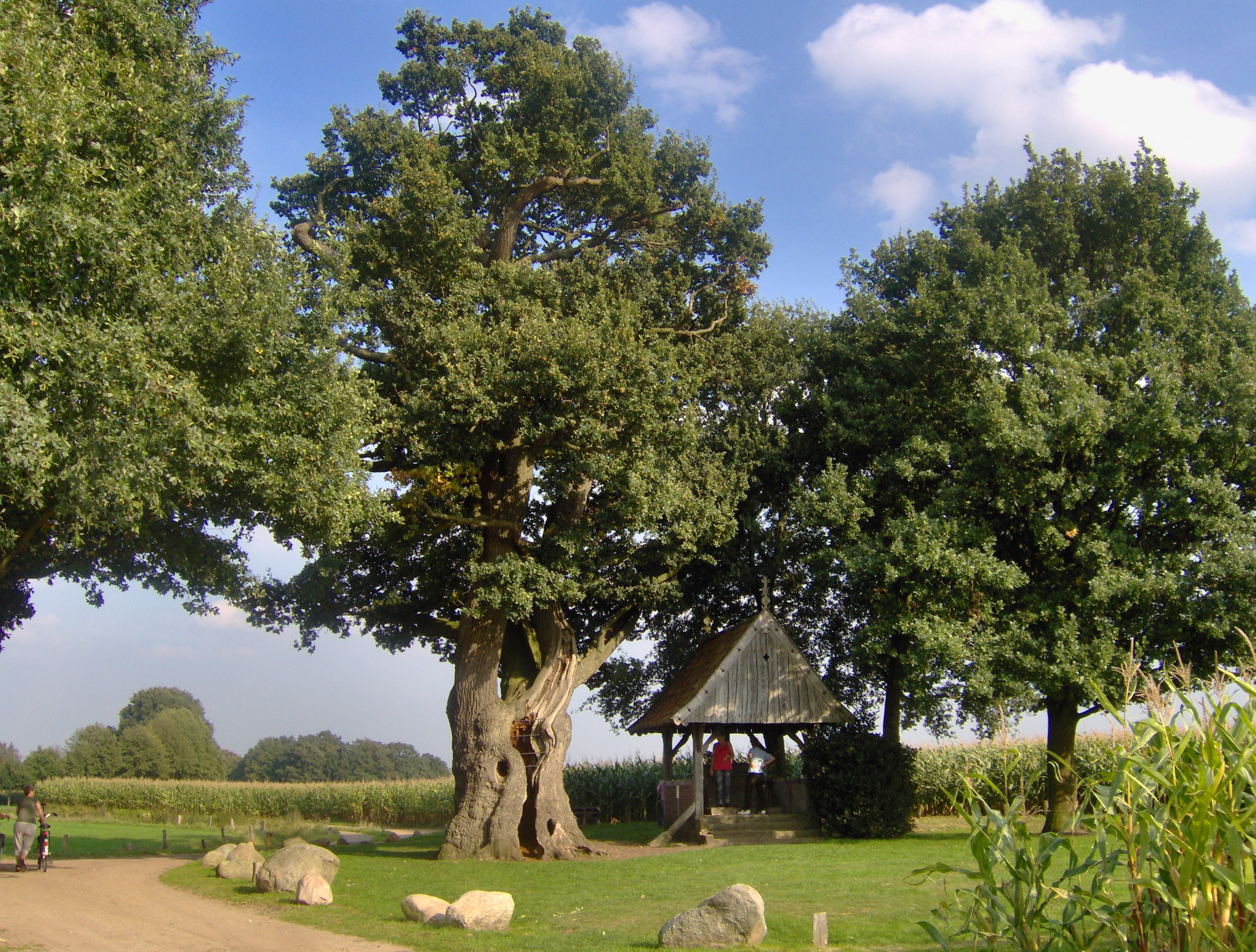
De kroezeboom